# 김은익
김은익(한국 한자: 金恩益, 1981년 3월 9일 ~ )은 대한민국의 전 축구 선수이며, 포지션은 미드필더였다.